# Primula rimicola
Primula rimicola är en viveväxtart som beskrevs av William Wright Smith. Primula rimicola ingår i släktet vivor, och familjen viveväxter. Inga underarter finns listade i Catalogue of Life.